# Atletismo nos Jogos Olímpicos de Verão de 2024 - Salto com vara masculino
A prova do salto com vara masculino do atletismo nos Jogos Olímpicos de Verão de 2024 ocorreu em 3 e 5 de agosto de 2024 no Stade de France, em Paris. Um total de 31 atletas de 19 Comitês Olímpicos Nacionais (CON) participaram do evento.

## Qualificação
Cada Comitê Olímpico Nacional (CON) poderia inscrever no máximo três atletas qualificados em cada evento individual. Para o salto com vara masculino, o período de qualificação foi entre 1 de julho de 2023 a 30 de junho de 2024.

## Formato
O salto com vara consiste de duas fases (classificação e final). Na classificação houve dois grupos distintos de saltadores, com cada um sendo eliminado se cometessem três falhas consecutivas, seja em uma única altura ou entre várias alturas se tentassem avançar antes de passar por uma altura específica.
A altura padrão na fase eliminatória foi de 5,80 metros, sendo que todos que ultrapassaram essa marca avançaram para a final. Um mínimo de 12 atletas precisaria avançar para a final; se menos de 12 fizessem a marca de qualificação, seriam classificadas os atletas subsequentes (incluindo os empatados após o uso das regras de desempate).
A final teve saltos começando logo abaixo da marca padrão e aumentando gradualmente, continuando até que todos os saltadores fossem eliminados.

## Calendário
Horário local (UTC+2)
| Data                | Horário | Fase          |
| ------------------- | ------- | ------------- |
| 3 de agosto de 2024 | 10:10   | Classificação |
| 5 de agosto de 2024 | 19:00   | Final         |

## Medalhistas
| Ouro   | SWE Armand Duplantis  |
| Prata  | USA Sam Kendricks     |
| Bronze | GRE Emmanouil Karalis |

## Recordes
Antes desta competição, os recordes mundiais e olímpicos da prova eram os seguintes:
| Tipo | Atleta           | Marca  | Local          | Data                 |
| ---- | ---------------- | ------ | -------------- | -------------------- |
|      | Armand Duplantis | 6,24 m | Xiamen         | 20 de abril de 2024  |
|      | Thiago Braz      | 6,03 m | Rio de Janeiro | 15 de agosto de 2016 |

### Por região
| Região                             | Atleta                 | Altura |
| ---------------------------------- | ---------------------- | ------ |
| África                             | Okkert Brits (RSA)     | 6,03 m |
| Ásia                               | EJ Obiena (PHI)        | 6,00 m |
| Europa                             | Armand Duplantis (SWE) | 6,24 m |
| América do Norte, Central e Caribe | KC Lightfoot (USA)     | 6,07 m |
| Oceania                            | Steve Hooker (AUS)     | 6,06 m |
| América do Sul                     | Thiago Braz (BRA)      | 6,03 m |

## Resultados
Saltos
- Válido (o)
- Inválido (x)
- Dispensado (–)

### Classificação

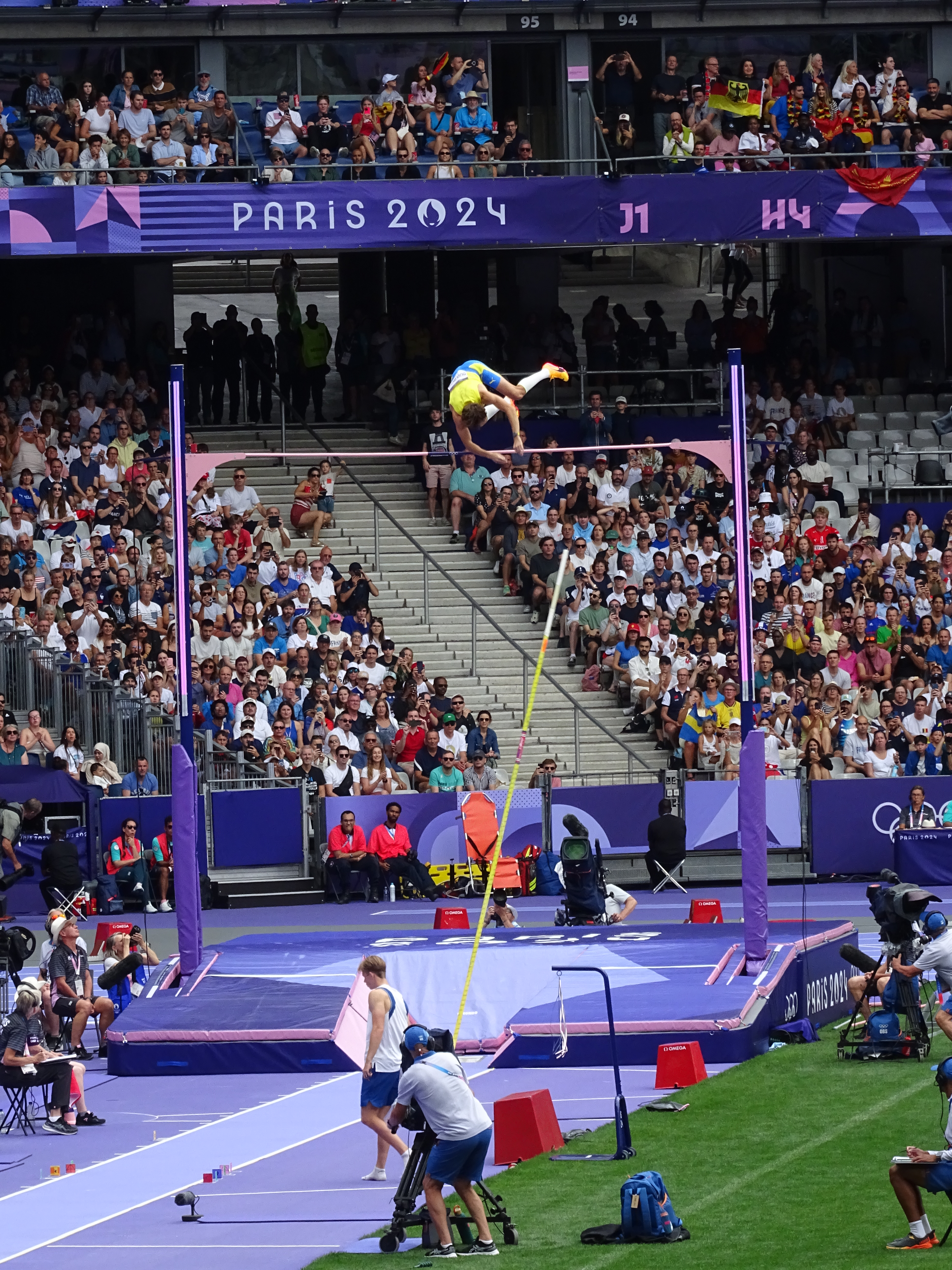
Armand Duplantis executando um salto durante a classificação

Todos os atletas que alcançarem a marca de classificação de 5,80 m (Q) ou pelo menos os 12 melhores atletas (q) avançam à final.
| Pos. | Grupo | Atleta                | CON                | 5.40 | 5.60 | 5.70 | 5.75 | Marca  | Notas                |
| ---- | ----- | --------------------- | ------------------ | ---- | ---- | ---- | ---- | ------ | -------------------- |
| 1    | A     | Armand Duplantis      | SWE Suécia         | –    | o    | –    | o    | 5.75   | q                    |
| 1    | A     | Sondre Guttormsen     | NOR Noruega        | o    | o    | o    | o    | 5.75   | q, =                 |
| 1    | A     | Emmanouil Karalis     | GRE Grécia         | –    | o    | o    | o    | 5.75   | q                    |
| 1    | A     | Ersu Şaşma            | TUR Turquia        | o    | o    | o    | o    | 5.75   | q                    |
| 1    | B     | Oleg Zernikel         | GER Alemanha       | o    | o    | o    | o    | 5.75   | q                    |
| 6    | A     | Menno Vloon           | NED Países Baixos  | xo   | o    | o    | o    | 5.75   | q                    |
| 7    | A     | EJ Obiena             | PHI Filipinas      | –    | xx-  | o    | o    | 5.75   | q                    |
| 8    | A     | Sam Kendricks         | USA Estados Unidos | o    | o    | xo   | xo   | 5.75   | q                    |
| 9    | B     | Huang Bokai           | CHN China          | o    | xxo  | o    | xo   | 5.75   | q, =                 |
| 10   | A     | Bo Kanda Lita Baehre  | GER Alemanha       | xo   | o    | xxo  | xxo  | 5.75   | q                    |
| 11   | A     | Valters Kreišs        | LAT Letônia        | o    | o    | o    | xxx  | 5.70   | q                    |
| 11   | A     | Kurtis Marschall      | AUS Austrália      | o    | o    | o    |      | 5.70   | q                    |
| 13   | B     | Claudio Stecchi       | ITA Itália         | o    | o    | xo   | xxx  | 5.70   | Recorde da temporada |
| 14   | A     | Thibaut Collet        | FRA França         | o    | xo   | xxo  | xxx  | 5.70   |                      |
| 15   | A     | Anthony Ammirati      | FRA França         | o    | o    | xxx  |      | 5.60   |                      |
| 15   | B     | Ben Broeders          | BEL Bélgica        | o    | o    | xxx  |      | 5.60   |                      |
| 15   | A     | Simen Guttormsen      | NOR Noruega        | o    | o    | xxx  |      | 5.60   |                      |
| 15   | B     | Piotr Lisek           | POL Polônia        | o    | o    | xxx  |      | 5.60   |                      |
| 15   | A     | Robert Sobera         | POL Polônia        | o    | o    | xxx  |      | 5.60   |                      |
| 20   | B     | David Holý            | CZE Chéquia        | o    | xo   | xxx  |      | 5.60   |                      |
| 20   | B     | Yao Jie               | CHN China          | o    | xo   | xxx  |      | 5.60   |                      |
| 22   | A     | Jacob Wooten          | USA Estados Unidos | o    | xxo  | xxx  |      | 5.60   |                      |
| 23   | B     | Torben Blech          | GER Alemanha       | o    | xxx  |      |      | 5.40   |                      |
| 23   | B     | Robin Emig            | FRA França         | o    | xxx  |      |      | 5.40   |                      |
| 23   | B     | Matěj Ščerba          | CZE Chéquia        | o    | xxx  |      |      | 5.40   |                      |
| 26   | B     | Pedro Buaró           | POR Portugal       | xo   | xxx  |      |      | 5.40   |                      |
| 26   | B     | Christopher Nilsen    | USA Estados Unidos | xo   | xxx  |      |      | 5.40   |                      |
| 26   | B     | Zhong Tao             | CHN China          | xo   | xxx  |      |      | 5.40   |                      |
| 29   | B     | Urho Kujanpää         | FIN Finlândia      | xxo  | xxx  |      |      | 5.40   |                      |
|      | B     | Hussain Al-Hizam      | KSA Arábia Saudita | xxx  |      |      |      | NM     |                      |
|      | B     | Pål Haugen Lillefosse | NOR Noruega        |      |      |      |      | 0.00 ! | DNS                  |

### Final
Os atletas que alcançarem as melhores marcas em menos tentativas conquistam as medalhas.
| Pos.              | Atleta               | CON                | 5.50 | 5.70 | 5.80 | 5.85 | 5.90 | 5.95 | 6.00 | 6.10 | 6.25 | Marca | Notas                |
| ----------------- | -------------------- | ------------------ | ---- | ---- | ---- | ---- | ---- | ---- | ---- | ---- | ---- | ----- | -------------------- |
| Medalha de ouro   | Armand Duplantis     | SWE Suécia         | –    | o    | –    | o    | –    | o    | o    | o    | xxo  | 6.25  | Recorde mundial      |
| Medalha de prata  | Sam Kendricks        | USA Estados Unidos | o    | o    | o    | x-   | o    | o    | xxx  |      |      | 5.95  | =                    |
| Medalha de bronze | Emmanouil Karalis    | GRE Grécia         | o    | o    | o    | o    | o    | x-   | xx   |      |      | 5.90  |                      |
| 4                 | EJ Obiena            | PHI Filipinas      | o    | o    | x-   | o    | o    | xxx  |      |      |      | 5.90  |                      |
| 5                 | Ersu Şaşma           | TUR Turquia        | o    | o    | o    | o    | x-   | xx   |      |      |      | 5.85  | Recorde da temporada |
| 6                 | Kurtis Marschall     | AUS Austrália      | o    | o    | x-   | o    | x-   | xx   |      |      |      | 5.85  |                      |
| 7                 | Huang Bokai          | CHN China          | o    | xo   | o    | xxx  |      |      |      |      |      | 5.80  | Recorde pessoal      |
| 8                 | Sondre Guttormsen    | NOR Noruega        | o    | xxo  | o    | x-   | x-   | x    |      |      |      | 5.80  | Recorde da temporada |
| 9                 | Bo Kanda Lita Baehre | GER Alemanha       | o    | o    | xx-  | x    |      |      |      |      |      | 5.70  |                      |
| 9                 | Oleg Zernikel        | GER Alemanha       | o    | o    | xx-  | x    |      |      |      |      |      | 5.70  |                      |
| 11                | Menno Vloon          | NED Países Baixos  | o    | xxo  | xxx  |      |      |      |      |      |      | 5.70  |                      |
| 12                | Valters Kreišs       | LAT Letônia        | xo   | xxx  |      |      |      |      |      |      |      | 5.50  |                      |

Legenda
| Recorde mundial      | Recorde mundial (World record)               |                       | Recorde africano                      | Recorde africano (African) |                                           | Q | Classificado por posição (Qualified) |
| Recorde olímpico     | Recorde olímpico (Olympic record)            | Recorde da América    | Recorde da América (Americas)         | q                          | Classificado por melhor tempo (Qualified) |   |                                      |
| Melhor marca do ano  | Melhor marca do ano (World leading)          | Recorde asiático      | Recorde asiático (Asian)              | DNS                        | Não largou (Did not start)                |   |                                      |
| Recorde nacional     | Recorde nacional (National record)           | Recorde europeu       | Recorde europeu (European)            | DNF                        | Não terminou (Did not finish)             |   |                                      |
| Recorde pessoal      | Recorde pessoal do atleta (Personal best)    | Recorde da Oceania    | Recorde da Oceania (Oceania)          | DSQ / DQ                   | Desclassificado (Disqualified)            |   |                                      |
| Recorde da temporada | Recorde da temporada do atleta (Season best) | Recorde sul-americano | Recorde sul-americano (South America) | NM                         | Sem marca (No mark)                       |   |                                      |